# Cérons (AOC)
Pour la commune, voir Cérons.
Le cérons est un vin blanc français d'appellation d'origine contrôlée produit autour de Cérons dans le vignoble des Graves, une des subdivisions du vignoble de Bordeaux.
Son aire de production est limitrophe de celles du barsac et du sauternes.

## Histoire
L'appellation d'origine contrôlée cérons est créée par le décret du 11 septembre 1936. Les dernières modifications du cahier des charges de l'appellation sont en 2011 et en 2021.

## Vignoble
| \| Bordeaux Cérons \| Localisation de l'appellation au sein du vignoble de Bordeaux. |
| Bordeaux Cérons                                                                      |

L'aire d'appellation cérons se situe sur des parcelles délimitées à l'intérieur des communes de Cérons, Illats et Podensac. Ces parcelles sont situées sur la rive gauche de la Garonne, dans le département de la Gironde, à une trentaine de kilomètres au sud-est de Bordeaux. L'aire d'appellation cérons forme une enclave dans celle des graves.
Le vignoble produisant le cérons se reconvertit de plus en plus à la production de vins rouges d'autres appellations. En cinquante ans, la production de vins blancs est passée sur les communes de l'aire d'appellation de 95 % à 40 % en 2025. Les producteurs de Cérons peuvent également produire les appellations graves en vins blancs secs et rouges et graves-supérieures dans cette zone.
Le cérons ne peut être élaboré qu'à partir des cépages sémillon B, sauvignon blanc B, sauvignon gris G et muscadelle B.

### Vendanges
Le rendement maximum est fixé à 40 hectolitres par hectare et le rendement butoir à 44 hectolitres par hectare. Les rendements moyens déclarés récemment sont :
| Année | Superficie (ha) | Production (hl) | Rendement (hl/ha) |
| ----- | --------------- | --------------- | ----------------- |
| 2017  | 18,66           | 130             | 7                 |
| 2018  | 34,10           | 882             | 25                |
| 2019  | 21,71           | 561             | 25                |
| 2020  | 22,04           | 491             | 22                |
| 2021  | 21,98           | 95              | 4                 |
| 2022  | 14,85           | 261             | 18                |
| 2023  | 8,01            | 103,25          | 13                |
| 2024  | 3,67            | 58              | 15                |

## Vins
Les vins proviennent de raisins récoltés à surmaturité, botrytisés et / ou passerillés sur souche et récoltés par tries successives. Le moût doit contenir au minimum 212 grammes de sucre par litre, et les vins doivent présenter au minimum 12,5 % d'alcool en volume. Les vins sont issus exclusivement de raisins récoltés manuellement par tries successives.

### Gastronomie
Au nez, on note des touches d'abricot. Outre les agrumes, il développe des parfums de fruits exotiques. Les vins liquoreux affichent des arômes de confit et de rôti. Les plus complexes évoquent le miel, le caramel, la confiture d'oranges, la vanille et les fleurs d'acacia.
Les vins sont fins et élégants mais ils n'atteignent pas la concentration des sauternes : ils sont plus légers et plus nerveux. Ils peuvent se garder de 5 à 15 ans.
Jeunes, les cérons moelleux se caractérisent par leur souplesse et leur rondeur. Les liquoreux se distinguent des barsac par un caractère plus vif. Dans les grands millésimes, ils font preuve d'une très bonne aptitude à la garde. En vieillissant, ils montent en puissance et mûrissent tout en s'affinant.